# Agrypon striatum
Agrypon striatum là một loài tò vò trong họ Ichneumonidae.